# Ca l'Altés
Ca l'Altés és una casa del municipi d'Arenys de Mar inclosa en l'Inventari del Patrimoni Arquitectònic de Catalunya.

## Descripció
És una casa amb planta baixa i un pis. A la planta baixa hi ha la porta d'entrada que és la típica del segle xviii, també una finestra, al pis hi ha un balcó i una finestra petita. La portalada d'aquesta casa és la que més abunda a la població, està tota emmarcada de pedra, posades de forma dentada, fent simetria amb l'altre brancal, i la llinda de la porta té forma d'arc. La característica més destacable és que l'aresta exterior de brancals i llinda ha estat escantellada, i ressegueix tot el mar del porta. Com a ornamentació hi ha un dibuix en forma de "S" recargolada, d'origen barroc, traçada a la pedra base de cada brancal, tant per la part de fora com la de dins.

## Història
Aquesta casa forma part d'un petit conjunt de cases del carrer de la Torre, que encara conserven tots els elements de l'antiga arquitectura popular.